# 李致業
李 致業（イ・チオプ、이치업）は大韓民国の軍人。

## 経歴
1922年、釜山東萊に生まれる。1940年、東萊中学校を卒業後、朝鮮総督府鉄道局雇員を経て、1943年に陸軍特別志願兵を志願。1943年末、中国済南に駐留していた第59師団第53旅団第42大隊に入営し、甲種幹部候補生に選抜された。
1945年8月、咸鏡南道咸興で終戦を迎え、少尉階級で日本軍を除隊した。解放後は国立警察に入り、李承晩の初代警護室長を歴任した。1945年12月、米軍政庁が朝鮮国防警備隊創設のために軍事経歴者を募集すると聞いた李致業は米軍政庁に訪問して入隊を問い合わせた。志願経緯と意思を把握したマーシャル大佐は李の英語水準が相当のため、軍事英語学校に行く必要はないとし、誓約書を書くようになったらすぐに任官宣誓をするようにした。
1946年2月3日付で軍事英語学校卒業扱いとなり、少尉に任官（軍番10034番）。第5連隊の創設に参加し、同連隊（連隊長：白善燁中尉）B中隊長。
1946年、警備士官学校生徒隊長。同年12月から翌年1月23日まで校長代理。1946年12月4日深夜、生徒に集団で暴行され、意識不明となる事件が起こった。教育や給養などが士官候補生としての待遇にほど遠かったことで生徒に不満がたまっていたことが原因であった。
1947年6月1日、第9連隊長。1948年5月4日、第13連隊長（中領）。1949年1月15日、第3師団（師団長：崔徳新中領）参謀長。同年7月10日、任大領。1950年5月6日、陸軍本部作戦教育局員。同年7月11日、陸軍本部軍需次長。同年9月1日、第26連隊長（大領）。12月10日、第7師団副師団長。
1951年、第3師団副師団長。同年3月1日、陸軍本部輸送監。1953年1月25日、任准将。1954年、アメリカ陸軍指揮幕僚大学留学。1955年、第8師団長。同年、第27師団長。第27師団長在職中に軍糧米の横領や多くの軍需品を紛失した軍需品不正事件に関連して現役から罷免されることが決定。1959年4月、予備役編入。
1959年、国民大学校卒業。1961年、援護処訴請委員長。1969年、道路公団理事。1970年、道路公団監事。

## 勲章
- 乙支武功勲章
- 忠武武功勲章
- レジオン・オブ・メリット - 1951年7月16日[15]